# Optioservus pecosensis
Optioservus pecosensis är en skalbaggsart som först beskrevs av Henry Clinton Fall 1907.  Optioservus pecosensis ingår i släktet Optioservus och familjen bäckbaggar. Inga underarter finns listade i Catalogue of Life.